# Stora gölen (Malmbäcks socken, Småland)
Stora gölen är en sjö i Nässjö kommun i Småland och ingår i Lagans huvudavrinningsområde.